# Подцарство (биология)
Подца́рство (лат. subrégnum) — иерархическая ступень научной классификации биологических видов; таксон высокого уровня, следующий после царства.
Подцарство не является основным таксоном, поэтому применение термина обусловлено в известной степени удобством биологической систематики и претерпевает значительные подвижки. Во второй половине XX века понятие подцарства было довольно распространено. Так, в надцарство прокариотов входило единственное царство дробянок (Monera), делившееся на подцарства бактерий и цианей. В настоящее время эти термины в первоначальном значении не употребляются.
Тогда же царство грибов делилось на подцарства низших и высших грибов, царство растений, соответственно, — на подцарства низших и высших растений. К началу XXI века эти деления практически вышли из употребления.
В настоящее время термин «подцарство» применяется к животным, протистам (простейшим), а также к группам недавно выделенного царства хромистов (Chromista). Среди протистов называют Eozoa и Sarcomastigota.
Деление царства животных на подцарства неоднозначно, но ранее встречались следующие названия:
- Простейшие животные — агнотозои (Agnotozoa)
- Многоклеточные животные — паразои (Parazoa), представленные губками
- Настоящие многоклеточные животные — эуметазои (Eumetazoa).